# ایزومی چیکاهیرا
ایزومی چیکاهیرا (به ژاپنی: 泉 親衡 いずみ ちかひら)، تولد نامشخص - مرگ نامشخص- سامورایی در اواخر دوره هی‌آن و اوایل دوره کاماکورا از ولایت شینانو بود. در سال ۱۲۱۳، او به همراه وادا یوشیشیگه و وادا تانه‌ناگا در طرح شورش ایزومی چیکاهیرا شرکت کرد.